# Pločnik (Doboj)
Pločnik (szerbül: Плочник), település Bosznia-Hercegovinában, a Szerb Köztársaság északi régiójában Doboj községben. 

## Fekvése
A település Bosznia-Hercegovina északi részén, Dobojtól légvonalban 3, közúton 6 km-re északnyugatra, a Krnjin régióban, a Boszna-folyó bal partjától nyugatra fekvő dombvidéken, 200-300 méteres magasságban található.

## Népessége
| Nemzetiségi csoport | Népesség 1991 | Népesség 2013 |
| ------------------- | ------------- | ------------- |
| Szerb               | 245           | 247           |
| Bosnyák             | 24            | 14            |
| Horvát              | 2             | 4             |
| Jugoszláv           | 19            | 1             |
| Egyéb               | 14            | 4             |
| Összesen            | 304           | 270           |

## Története
A település 1878-ig tartozott az Oszmán Birodalomhoz, ekkor a berlini kongresszus határozata alapján az Osztrák-Magyar Monarchia része lett. 1879-ben az első osztrák-magyar népszámlálás során a Tešanji járáshoz és Doboj községhez tartozó településnek 16 háztartása és 99 ortodox lakosa volt. 1910-ben a Dervetai járáshoz tartozó településen 31 háztartást, 152 ortodox és 12 római katolikus lakost találtak. A monarchia szétesésével 1918-ban előbb a Szerb-Horvát-Szlovén Királyság, majd 1929-től a Jugoszláv Királyság része lett. 1921-ben a Doboji járáshoz tartozó községnek 140 ortodox szerb lakosa volt. Az 1929-es törvény értelmében, amikor Bosznia-Hercegovinát négy banovinára, Drinskára, Vrbaskára, Zetskára és Primorskára osztották, a település a Vrbaska banovina része lett, amelynek székhelye Banja Luka volt.
A második világháborúban Jugoszlávia megszállása után a Független Horvát Állam (NDH) része lett. A második világháború után 1992-ig a település a szocialista Jugoszlávia keretében a Bosznia-Hercegovinai Népköztársaság része volt. A boszniai háborút lezáró daytoni békeszerződés rendelkezése alapján az ország területét felosztották a Bosznia-hercegovinai Föderáció és a boszniai Szerb Köztársaság között.  A békeszerződés utáni területmegosztási megállapodás értelmében a Boszniai Szerb Köztársasághoz és Doboj községhez került. 

## Nevezetességei
Az Úr mennybemenetele tiszteletére szentelt ortodox temploma. Mérete 14x7 méter. A templom építése 2003. szeptember 19-én kezdődött. Az alapokat 2006. június 3-án szentelte fel Vaszilje Zvornik-Tuzla püspöke. Az építkezés 2011-ben fejeződött be. A templomot 2014. október 25-én szentelte fel Krizosztom Zvornik-Tuzla-i püspök. Az ikonokkal díszített ikonosztázt a modričai Aleksandar Ninković Művészeti Műhelye készítette.